# Тајландски залив
Тајландски залив је део Јужног кинеског мора, окружују га Тајланд, Камбоџа и Вијетнам. Северни део залива чини Бангкокшки залив на ушћу реке Чао Праја у близини Бангкока. Има површину од око 320.000 km². Његову границу одређује линија између рта Баи Бунг у јужном Вијетнаму и малезијског града Кота Бару. Тајландски залив је релативно плитак, углавном има дубину од 45 метара, а максимална дубина је 80 метара. Због топлог тропског времена у Тајландском заливу има доста коралних грбена тако да је то једно од најбољих места за туристичко роњење.

## Географија
Тајландски залив се граничи са Камбоџом, Тајландом, Малезијом и Вијетнамом. Он заузима површину морског дна од 304.000 km² од 6 °C до 13°30' С географске ширине и 99° И до 104° И географске дужине.‍:250 Северни врх залива је залив Бангкок на ушћу у залив реке Чао Праја. Јужна граница залива је дефинисана линијом од рта Бај Бунг у јужном Вијетнаму (јужније од ушћа реке Меконг) до града Тумпат и Пенгкалан Чепа на малезијској обали.
Залив је релативно плитак: његова средња дубина је 58 m (190 ft), а максимална дубина је само 85 m (279 ft).‍:250 Ово успорава размену воде, а јак доток воде из река се смањује. ниво салинитета у заливу (3,05–3,25 одсто) и обогаћује седименте. Само на већим дубинама вода са већим салинитетом (3,4 одсто) утиче у залив из Јужног кинеског мора. Он испуњава централну депресију испод дубине од 50 m (160 ft). Главне реке које се уливају у залив су Чао Праја, укључујући реку Та Чин, реку Мае Клонг и Банг Паконг у заливу Бангкок, и у мањој мери реку Тапи која се улива у залив Бандон на југозападу залива.
Међународна хидрографска организација дефинише јужну границу залива као „линија која се протеже од западног екстремног дела Камбоџе или тачке Камау (8°36'Н) до северног екстрема тачке на источној страни ушћа реке Келантан (6° 14′ N 102° 15′ E / 6.233° С; 102.250° И)".

## Животна средина

### Корални гребени
У заливу Раја се налази 75.590 коралног гребена, од којих се пет посто сматра у плодном стању. У 2010. години дошло је до озбиљног избељивања корала на већини гребена у земљи. Избељивање гребена у Андаманском мору било је теже и обимније од оног у Тајландском заливу. У 2016. први пут је откривено избељивање корала у Ко Талу и Ко Луам у провинцији Прачуап Кири Кан. Научници су утврдили да избељивање почиње када температура морске воде порасте изнад 30 °C дуже од три недеље. С обзиром на продужени период температура до 32 °C на Ко Талу у Прачуап Кири Кан, пет до десет процената корала у овој области је већ избељено.

### Квалитет воде
Резултати мониторинга обалних вода у 2015. са 202 локације узорковања, прикупљених два пута годишње, указују да није утврђено да ниједна обална вода Тајланда није у одличном стању. Шеснаест посто обалне воде је било доброг квалитета, 72 посто је било доброг квалитета, 9 посто је било лошег квалитета и 3 посто је било врло лошег квалитета. Квалитет свих обалних вода је показао сличне проценте — већина је била приличног квалитета — осим за Унутрашњи залив Тајланда, где је обална вода била лоша до веома лоша. У поређењу са квалитетом приобалних вода измереним 2014. године, квалитет воде се погоршао. За неке заливске воде покрајине Чачоенгсао, провинције Самут Сакхон, провинције Самут Пракан, Бангкока, провинције Рајонг, провинције Чонбури, провинције Фечабури, провинције Прачуап Кири Кан и провинције Сурат Тани процењено је да имају "обалне воде" или "вер" стање. Сонгла је била једина провинција у заливу са приобалним водама оцењеним као „доброг“ квалитета.

### Рибарство
Од укупног тајландског морског улова, 41 посто је уловљено у Тајландском заливу, а 19 посто у Андаманском мору. Четрдесет посто је ухваћено у водама изван ИЕЗ Тајланда.

### Обална ерозија
Тајланд има 1.660 km обале која се граничи са заливом. "Тешка ерозија", више од пет метара губитка обале годишње, погађа 670 km од тог укупног броја. Барем део ерозије се може приписати крчењу шума мангрова како би се отворио простор за фарме шкампа.

### Загађење пластиком
У фебруару 2017, 10 km дуга комад пластичног отпада пронађена је како плута у близини провинције Чумпхон. Тајланд је међу највећим загађивачима пластике на свету. Више од половине „цурења пластичног отпада са копна“ у море потиче из само пет земаља: Кине, Индонезије, Филипина, Тајланда и Вијетнама.
Тајландско одељење за морске и обалне ресурсе приметило је да у просеку најмање 300 морских животиња — од којих су 60 одсто китови и делфини — умиру од једења пластичне опреме за пецање и смећа сваке године. Бескичмењаци који се хране филтером, тестирани на обали провинције Чонбури, показали су висок ниво микропластике, што је навело ауторе да упозоре да су „могући здравствени ризици када људи конзумирају ове контаминиране морске организме, посебно шкољке“.
Тајландско одељење за контролу загађења (ПЦД) процењује да се пластични отпад у земљи повећава по годишњој стопи од 12 одсто, или око два милиона тона годишње.

### Изливање нафте
Године 2013. цурење цевовода је довело до нафтне мрље која је прекрила плажу на оближњем острву Ка Самет.
Крајем јануара 2022, цурење у цевоводу којим управља Star Petroleum Refining Public Company Ltd изазвало је изливање од 20 до 50 тона преко 47 km² воде, при чему је нешто нафте стигло до обале провинције Рајонг удаљене 20 км.

## Туризам
Многи корални гребени у заливу учинили су га привлачним за рониоце. Тропска топлина воде привлачи многе туристе. Неке од најважнијих туристичких дестинација у Тајландском заливу су острва Ко Самуи и Ко Фа Нган у провинцији Сурат Тани, Патаја у провинцији Чонбури, Ча-ам у провинцији Фечабури, Хуа Хин у провинцији Прачуап Кири Кан и Ко Самет у провинцији Рајонг.
Последњих година, залив је постао познат по својим активностима посматрања китова, циљајући на ендемске, критично угрожене популације китова (Еденски китови, новоописани Омурини китови, кинески бели делфини и Иравадијски делфини који показују јединствено понашање у исхрани) и дугонг. Први га је Милер 1776. класификовао као Trichechus dugon. Пет врста морских корњача пронађено је у Тајландском заливу и на Андаманској морској обали, укључујући маслинасте корњаче, зелене корњаче, корњаче са кљуном, главате корњаче и кожне корњаче.